# Stephan Vujcic
Stephan Vujcic (* 3. Januar 1986 in Hamburg) ist ein deutscher Fußballspieler. Er spielt im zentralen, defensiven Mittelfeld, kann aber auch auf den Außen und zentral, im offensiven Mittelfeld spielen. Vujcic spielt derzeit für den USC Paloma Hamburg in der Oberliga Hamburg.

## Karriere
Stephan Vujcic' erster Verein war TuS Alveslohe. Später wechselte er zum Kaltenkirchener TS und von dort zur KSV Holstein. Von Kiel aus wechselte Vujcic in seine Geburtsstadt Hamburg zum Hamburger SV in die B-Jugend. Vujcic spielte in B- und A-Jugend für den HSV und ging dann im Juli 2005 zurück zur KSV. Ab 2005 gehörte er dort dem Kader der Zweiten Mannschaft an, die in der Fußball-Oberliga Nord spielte. Im Jahr 2007 rückte Vujcic in die Erste Mannschaft von Holstein Kiel auf. In der Saison 07/08 kam Vujcic auf insgesamt 23 Einsätze und wurde Meister. In der Saison 08/09 war Vujcic in der Regionalliga sehr erfolgreich: Er kam in 29 von 34 Spielen zum Einsatz und erzielte zwei Tore. Am Ende der Saison konnte Vujcic mit seiner Mannschaft den Aufstieg in die 3. Liga mit einem 1:0-Sieg im letzten Saisonspiel gegen den VfB Lübeck feiern. Vujcic bestritt im darauf folgenden Jahr 23 Drittligaspiele für Holstein Kiel, ehe er im Sommer 2010 zum mazedonischen Erstligisten Rabotnički Skopje wechselte und dort für ein Jahr unterschrieb. Im Sommer 2011 wechselte er zum kroatischen Erstligisten Inter Zaprešić. Im Januar 2014 wechselte er zurück zu seinem vorherigen Verein nach Skopje. Zu Beginn des Jahres 2016 wechselte er innerhalb der Liga zum KF Shkëndija. Im Januar 2018 erfolgte sein ligainterner Wechsel zum KF Shkupi. Im Sommer 2018 wechselte er zum FK Belasica Strumica. Nachdem er nach Auslaufen seines Vertrages im Sommer 2019 für acht Monate pausiert hatte, schloss er sich im März 2020 dem Hamburger Oberligisten USC Paloma Hamburg an.